# 人民协商会议
印度尼西亚共和国人民协商会议（印尼语：Majelis Permusyawaratan Rakyat Republik Indonesia，MPR），简称人民协商会议或人协，是印度尼西亚的立法机关。人协实行两院制，由人民代表会议（下议院）和地方代表理事会（上议院）组成，负责制定、修改和颁布宪法，并对总统进行监督。如总统违宪，有权弹劾罢免总统。每5年换届选举。本届人协于2024年4月成立，共有议员732名，包括580名人民代表会议议员和152名地方代表理事会成员。人协设主席1名，副主席9名。现任主席为艾哈迈德·穆扎尼。

## 外部連結
- 官網 （页面存档备份，存于）

## 腳註
1. ↑  印度尼西亞共和國憲法第二章
2. ↑  Santoso, Anton; Bagus Ahmad R; Nabil Ihsan (编). . Antara News (Jakarta). 2024-10-03  [2024-10-03].